# Titidiops melanosternus
Titidiops melanosternus Mello-Leitão, 1929 è un ragno appartenente alla famiglia Thomisidae.
È l'unica specie nota del genere Titidiops.

## Distribuzione
L'unica specie oggi nota di questo genere è stata rinvenuta in Brasile: presso il municipio di Mendes, appartenente allo Stato di Rio de Janeiro.

## Tassonomia
Il nome originario dato dal descrittore è Titidiops melanosternon che non era in concordanza col nome del genere, in quanto melanosternon è di genere neutro, mentre "Titidiops" è maschile e concorda con melanosternus.
Dal 1929 non sono stati esaminati altri esemplari, né sono state descritte sottospecie al 2015.